# Podovi (Travnik)
Pour les articles homonymes, voir Podovi.
Podovi (en cyrillique : Подови) est un village de Bosnie-Herzégovine. Il est situé dans la municipalité de Travnik, dans le canton de Bosnie centrale et dans la fédération de Bosnie-et-Herzégovine. Selon les premiers résultats du recensement bosnien de 2013, il compte 1 174 habitants.

## Géographie
Le village est situé au bord de la rivière Bila, un affluent gauche de la Lašva.

## Démographie

### Évolution historique de la population dans la localité
| 1948 | 1953 | 1961 | 1971 | 1981 | 1991  | 2013  |
| ---- | ---- | ---- | ---- | ---- | ----- | ----- |
| -    | -    | 524  | 651  | 837  | 1 039 | 1 174 |

|  |